# ابتهاج محمد
ابتهاج محمد (انگلیسی: Ibtihaj Muhammad؛ زادهٔ ۱۹۸۵) شمشیرباز سابر اهل ایالات متحده آمریکا است.
او نخستین زن مسلمانی است که برای ایالات متحده آمریکا در رقابت‌های بین‌المللی این رشته رقابت می‌کند مشهور است.

## استقبال در ریو
اگر چه او با پیروزی در مسابقه اول و شکست در دور دوم مسابقات شمشیر سابر از ادامه رقابت‌های انفرادی بازمانده اما بنا بر گزارش وبسایت رسمی المپیک ریو، هواداران کاروان آمریکا و تماشاگران این مسابقات با تشویق‌های مکرر خود از حضور این ورزشکار آمریکایی مسلمان استقبال کرده‌اند. ابتهاج محمد گفته حجاب او، مبارزه‌ای با باورهای غلط در مورد زنان مسلمان و همچنین دعوتی برای ورزش کردن دختران مسلمان است. 